# 木兰陂
25°24′31″N 118°58′47″E / 25.40861°N 118.97972°E
木兰陂（/pɒʔ˨˩ lan˩˧ mi˥˧˧/）位于中国福建省莆田市城厢区陂头村木兰山下木兰溪上，是兼有蓄水、灌溉、排涝、挡潮、水运等功能的水利工程，包括陂首枢纽工程、渠系工程和沿溪堤防工程三部分。 全长219.13米，陂墩石柱33座，高7.5米，有32孔闸门，33个陂墩；陂首为堰闸式滚水坝，使用巨块花岗石纵横钩锁迭筑；陂的南北两端，建有总长500多米的护陂堤，陂右修干渠120余公里，沿线建陡门、涵洞等300多处，支渠无数。兴化湾涨潮时海潮可逆流而上到达此处。1988年被列为第三批全国重点文物保护单位。2014年列入首批世界灌溉工程遗产名录。

## 历史
木兰陂历史上共修筑三次。第一次修建于北宋治平元年（公元1064年）， 由钱氏女子钱四娘（後為人物神）选址在木兰溪将军岩（今华亭镇西许村）筹款建设，郭沫若有诗赞：公而忘私谁创始，至今人道是钱妃。后因暴雨形成的山洪冲垮堰陂，钱四娘极度悲愤下投水而亡。
宋熙宁元年（公元1068年），林从世重新选址下游的上杭温泉口（今城厢区霞林街道木兰村黄头），但同样选址不当，被海潮冲垮。
熙宁八年（公元1075年），李宏在木兰山下经过8年苦战，于元丰六年（公元1083年）木兰陂建成。